# إيفا ميلاندر
إيفا ميلاندر (بالسويدية: Eva Melander)‏ هي ممثلة سويدية، ولدت في 25 ديسمبر 1974 في يفله في السويد. من الجوائز التي نالتها جائزة الخنفساء الذهبية.

## جوائز
- جائزة الخنفساء الذهبية

## وصلات خارجية
- إيفا ميلاندر على موقع IMDb (الإنجليزية)
- إيفا ميلاندر على موقع روتن توميتوز (الإنجليزية)
- إيفا ميلاندر على موقع ألو سيني (الفرنسية)
- إيفا ميلاندر على موقع تيرنر كلاسيك موفيز (الإنجليزية)
- إيفا ميلاندر على موقع أول موفي (الإنجليزية)
- إيفا ميلاندر على موقع قاعدة بيانات الأفلام السويدية (السويدية)
- إيفا ميلاندر على موقع قاعدة بيانات الفيلم (الإنجليزية)